# Xã Bear Creek No. 4, Quận Searcy, Arkansas
Xã Bear Creek số 4 (tiếng Anh: Bear Creek No. 4 Township) là một xã thuộc quận Searcy, tiểu bang Arkansas, Hoa Kỳ. Năm 2010, dân số của xã này là 989 người.